# Grumman G-44 Widgeon
Grumman G-44 Widgeon là một loại máy bay vận tải chờ khách lưỡng cư hai động cơ do hãng Grumman thiết kế chế tạo. Nó được Hải quân Hoa Kỳ, Tuần duyên Hoa Kỳ định danh là J4F, còn Quân đoàn Không lực Lục quân Hoa Kỳ và Không lực Lục quân Hoa Kỳ lại định danh nó là OA-14.

## Biến thể
G-44
G-44A
J4F-1
J4F-2

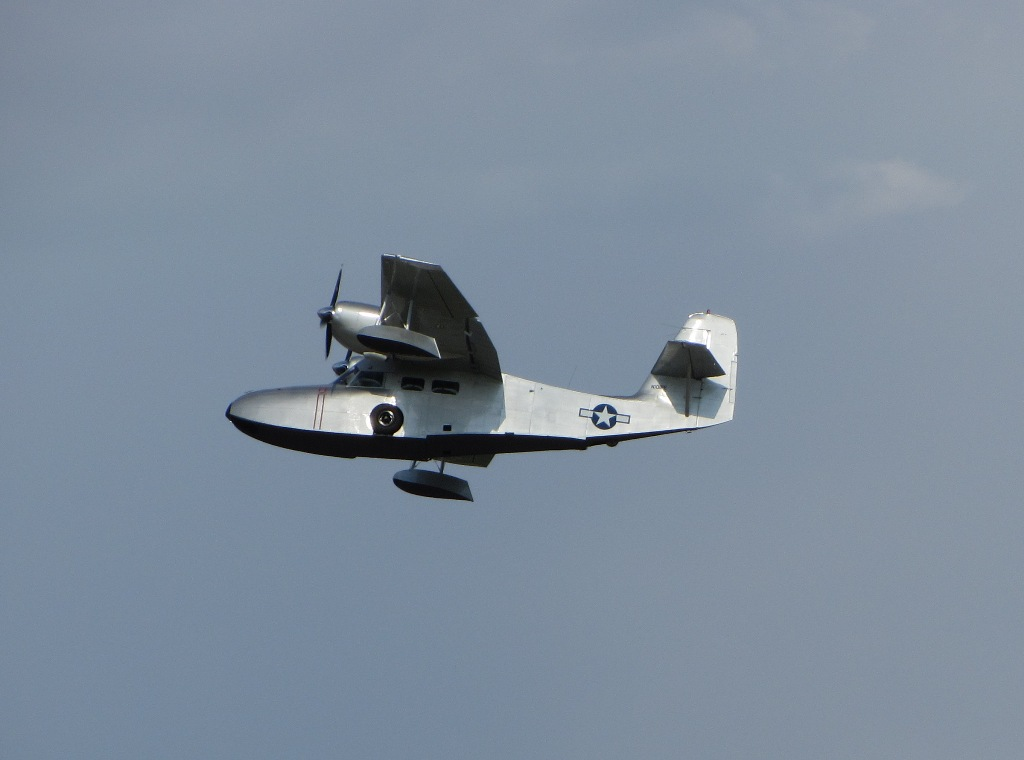
OA-14
OA-14A
Gosling I
SCAN 30

## Quốc gia sử dụng

### Quân sự
Brasil
 Israel
- Không quân Israel

 Bồ Đào Nha
 Thái Lan
 Anh Quốc
- Hải quân Hoàng gia

 Hoa Kỳ
- Quân đoàn Không lực Lục quân Hoa Kỳ
- Không lực Lục quân Hoa Kỳ
- Tuần duyên Hoa Kỳ
- Hải quân Hoa Kỳ

 Uruguay

### Dân sự
New Zealand
- Mount Cook Airline

## Tính năng kỹ chiến thuật (G-44A)

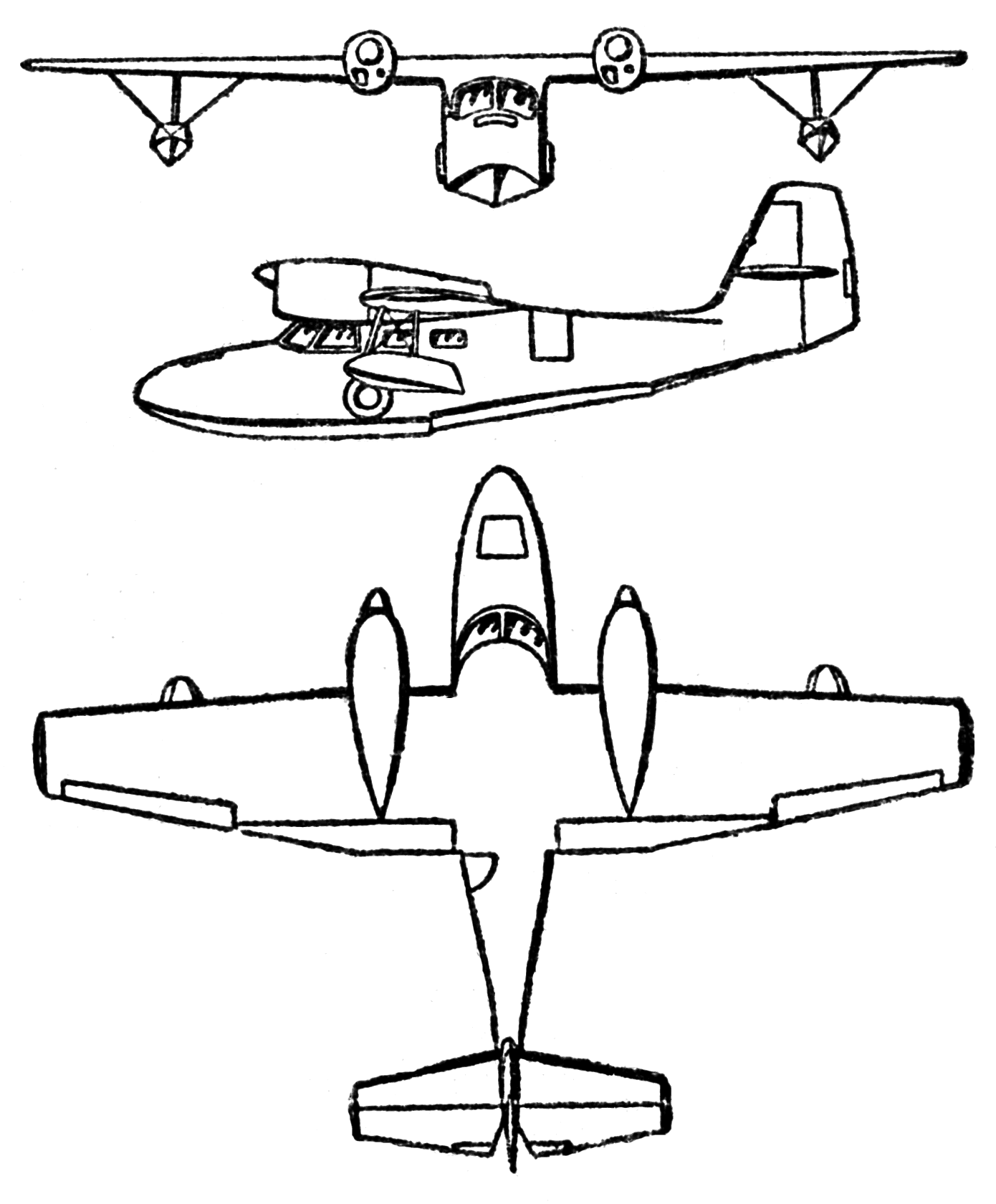
Grumman Widgeon

Đặc điểm tổng quát
- Tổ lái: 1
- Sức chuyên chở: 5 hành khách
- Chiều dài: 31 ft 1 in (9,47 m)
- Sải cánh: 40 ft 0 in (12,19 m)
- Chiều cao: 11 ft 5 in (3,48 m)
- Diện tích cánh: 245 ft² (22,8 m²)
- Trọng lượng rỗng: 3.189 lb (1.470 kg)
- Trọng lượng có tải: 4.500 lb (2.041 kg)
- Trọng lượng cất cánh tối đa: 4.500 lb (2.500 kg)
- Động cơ: 2 × Ranger L-440C-5, 200 hp (150 kW)  mỗi chiếc

 Hiệu suất bay 
- Vận tốc cực đại: 139 kn (160 mph, 257 km/h)
- Tầm bay: 800 nmi (920 mi, 1,481 km)
- Vận tốc leo cao: 1.000 ft/phút (305 m/phút)